# ماديسون ويلسون
ماديسون ويلسون (ولدت في 31 أيار 1994) هي سباحة أسترالية تنافس في مسابقات السباحة ظهرا و حرة.
ويلسون فاز بميداليتين كعضو في الفريق الأسترالي لتتابع فرق، في 2014 بطولة العالم للسباحة فينا (25 متر)، و في الدوحة فازت بالفضية في 4×100 متر تتابع متنوع، البرونزية في 4×200 متر حرة تتابع.
في العالم 2015 المائية بطولة في مدينة قازان في روسيا، ويلسون فاز بثلاث ميداليات: ذهبية كعضو في الفريق الأسترالي في 4×100 متر حرة تتابع ؛ و الفضة في 100 متر ظهرا ؛ و البرونزية في 4×100 متر تتابع متنوع.
في الألعاب الأوليمبية الصيفية عام 2016 ، ويلسون مثلت أستراليا في 100 م ظهرا،  حيث أنهت في المركز 8 في المباراة النهائية.

## روابط خارجية
- ماديسون ويلسون على موقع الاتحاد الدولي للسباحة (الإنجليزية)
- ماديسون ويلسون على موقع SwimRankings.net (الإنجليزية)
- ماديسون ويلسون على موقع اللجنة الأولمبية الدولية (الإنجليزية)
- ماديسون ويلسون على موقع أوليمبيديا (الإنجليزية)
- ماديسون ويلسون على موقع اللجنة الأولمبية الأسترالية (الإنجليزية)
- ماديسون ويلسون على موقع اتحاد ألعاب الكومنولث (مؤرشف) (الإنجليزية)